# Adel im Untergang
Adel im Untergang ist ein Roman des Schriftstellers Ludwig Renn, der 1944 in Mexiko im Exil entstanden ist.

## Hintergrund
Der Roman ist eine Art Erinnerungsbuch, das vor allem Rekapitulation von Erlebtem darstellt. Allerdings weist sein Titel schon über das Memoirenhafte hinaus: „Adel im Untergang. Ein Zeitalter wird besichtigt.“ Renn, aus dem Adel stammend, analysiert seine Klasse und macht durch die Handlung klar, dass diese ihr fossiles und parasitäres Dasein nur noch in einem Bündnis mit der Bourgeoisie durchstehen kann.

## Inhalt
Arnold Vieth von Golßenau, Renns ursprünglicher Name, entstammt einer alten sächsischen Adelsfamilie und begegnet uns als ein zeit- und standestypischer junger Mann. Er wird die Offizierslaufbahn einschlagen, so ist ihm eine der üblichen Karrieren vorbestimmt. Das vornehme Königlich Sächsische Leib-Grenadier-Regiment Nr. 100 wird seine Heimat werden. Schon im Jahr 1910 „rechnet“ man mit dem Krieg, der kommen wird. Arnold wird sich so zu bewähren haben, meint dessen Vater, der als Gymnasiallehrer zeitweilig als Prinzenerzieher einen nicht ganz standesgemäßen Weg eingeschlagen zu haben glaubt. Arnold sieht in dem Entschluss des Vaters die logische Fortsetzung der in der Familie herrschenden Lebensauffassung.
Nachdem Arnold als Fahnenjunker in dem Regiment aufgenommen worden ist, scheinen alle hochgesteckten Erwartungen und Vorstellungen Realität anzunehmen. Der Glanz eines Lebens, dessen einzige Aufgabe es ist, die Macht der Mächtigen zu schützen und an ihr teilzuhaben, behagt ihm. Die Abende im turbulenten Kasino, der Umgang mit Angehörigen traditionsbeschwerter Geschlechter, das bisher ungewohnte freie Leben, das sich freilich im Trinken, Rauchen, in Ruhmredereien, Amouren und Zurschaustellen von prächtigen Uniformen erschöpft, vermitteln ihm das Bewusstsein einer Sonderstellung; auch an den militärischen Übungen findet er Geschmack. Nach einiger Zeit aber beginnt Arnold, die Hohlheit und Aufgeblasenheit vieler der Männer zu erkennen, die er für die Blüte der Nation gehalten hat. 

„Ich wusste aber nur, dass ich von dem preußischen Militärbetrieb, wie ich ihn sah, tief abgestoßen war. Mich widerte auch die Albernheit und Oberflächlichkeit der Fähnriche an, die überhaupt keine Interessen hatten außer Saufen, Huren und Geldhinauswerfen.“

So beobachtet Arnold, wie man sich in Klatsch über gute Partien erschöpft, wie man Alkoholismus und ausschweifende Sexualität zu Tugenden macht. Das alles schärft sein kritisches Bewusstsein. Jedoch ist er noch weit entfernt von der Erkenntnis der Überlebtheit des anachronistischen und parasitären feudalen Apparates. So wendet er sich mehr instinktiv den einfachen Menschen des Regimentes zu.
Arnold distanzierte sich innerlich immer mehr von der Kaste, der er nach Geburt und Erziehung angehört. Den radikalen Bruch kann er nicht vollziehen, da seine praktische und theoretische Welterfahrung zu gering ist. Er müsste sodann eine auf sich allein gestellte Existenz bauen und das hat er nicht gelernt, dazu wurde er nicht erzogen im Kreise der Parasiten der Gesellschaft. In ihm steigt der groteske Wunsch auf, ein Krieg werde dem grotesken Kasino-Spuk ein Ende bereiten. „Was wissen wir oberflächlichen Tanzjungen von der Wirklichkeit?“ fragt er sich, als er vorübergehend dem Personal der Militärstrafanstalt zugeteilt wird. Die unmenschlichen Methoden, die er dort kennenlernt, mit denen Soldaten wegen geringster Vergehen traktiert werden, stoßen ihn endgültig ab.
Als der Krieg mit der Ermordung des Erzherzogs in greifbare Nähe rückt, entlarvt sich die Offizierskaste in einem Kasino-Palaver vollends. Arnold nimmt die Nachricht vom kommenden Krieg zwiespältig auf, einesteils bedauert er, dass nun das alljährliche Hofgartenfest ausfallen wird, aber zugleich entsteht bei ihm die Hoffnung, endlich durch höhere Löhnung und schnellere Beförderung seine Schulden bezahlen zu können. Den Ernst der Stunde begreifen nur wenige. Arnold Vieth von Golßenau aber glaubt nicht mehr an die Sendung des Adels.

## Verfilmungen
Für das Fernsehen der DDR erfolgte die Verfilmung des Romans 1980 in zwei Teilen unter der Regie von Wolf-Dieter Panse. Eine DVD-Edition von Studio Hamburg Enterprises war für den 4. August 2017 angekündigt.